# This Time Next Year (gruppo musicale)
I This Time Next Year sono stati un gruppo musicale statunitense formatosi nel 2006 a Walnut Creek, California. Dopo aver pubblicato due album in studio e tre EP, la band si è sciolta nel dicembre 2012.

## Formazione
- Pete Dowdalls - voce (2006-2012)
- Brad Wiseman - chitarra solista, voce secondaria (2006-2012)
- Denis Cohen - chitarra ritmica (2006-2012)
- Travis Pacheco - basso (2010-2012)
- James Jalili - batteria, percussioni (2010-2012)

## Discografia

### Album in studio
- 2009 - Road Maps and Heart Attacks
- 2011 - Drop Out of Life

### EP
- 2006 - Demonstration
- 2007 - A Place for You
- 2008 - The Longest Way Home